# میسی، مانش
مِیسی (به فرانسوی: Macey) یک کمون سابق در فرانسه است که در دپارتمان مانش واقع شده‌است. میسی ۵٫۸۷ کیلومتر مربع مساحت و ۱۰۴ نفر جمعیت دارد و ۲۵ متر بالاتر از سطح دریا واقع شده‌است.
مِیسی سال ۲۰۱۶ در کمون پونتورسن ادغام شد.